# Hubertustunnel

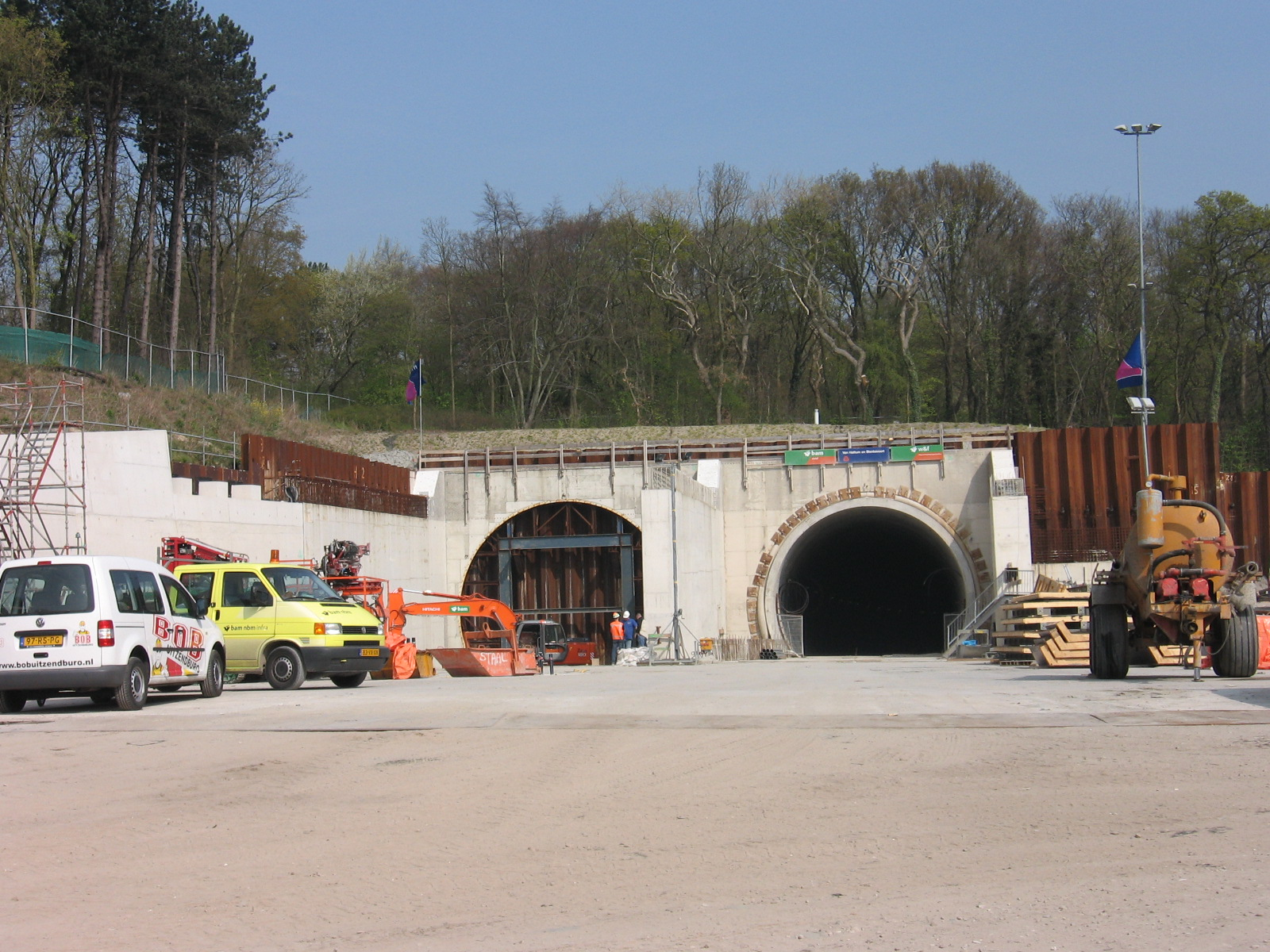
De zuidelijke ingang tijdens de bouw (april 2007)

De Hubertustunnel is een tunnel voor doorgaand verkeer in het noorden van Den Haag. Hij maakt deel uit van de Noordelijke Randweg Haagse Regio en de Ring Den Haag. De tunnel sluit aan de zuidelijke kant aan op het Hubertusviaduct en aan de noordelijke kant op de provinciale weg N440 en loopt onder het Hubertusduin (gelegen in het Sint Hubertuspark) door. Samen met de Sijtwendetunnel door Leidschendam biedt dit traject een snelle verbinding tussen Scheveningen en de A4, ter ontlasting van de Utrechtsebaan (A12) en Waalsdorperweg. Sinds 2013 is de maximumsnelheid in de tunnel 70 km/u Voorheen bedroeg de maximumsnelheid in de tunnel 50 km/u.

## Aanleg
In juni 2000 besloot de Haagse gemeenteraad tot de aanleg van de tunnel, de Rijksoverheid stelde hiervoor geld ter beschikking. De bouw kostte 153 miljoen euro.
De bouw van de 1600 meter lange tunnel begon in 2004. Om het te passeren Hubertusduin zo veel mogelijk te ontzien is gekozen voor een geboorde tunnel. Voor elke rijbaan is een aparte buis met een buitendiameter van 10,2 meter met twee rijstroken geboord. Tussen de beide buizen zijn vijf dwarsverbindingen aangelegd telkens met een tussenafstand van 250 meter. Om deze verbindingen te realiseren heeft men een vriestechniek toegepast, om verzakking te voorkomen.
Op 25 oktober 2004 werd een feestelijk startsein gegeven voor het begin van de bouw. In juli 2006 begon een tunnelboormachine aan de kant van de N440 met het boren van de eerste tunnelbuis. Op 13 november 2006 kwam de machine 1500 meter verder bij het Hubertusduin weer bovengronds. Daar werd de boormachine gedemonteerd en in onderdelen naar het begin getransporteerd, om daar, na weer in elkaar te zijn gezet, aan het graven van de tweede tunnelbuis te beginnen. Het boren van de buis vorderde met een snelheid van gemiddeld 28 meter per etmaal. Tijdens het boren bleven de bovengrondse gebouwen onbeschadigd en er ontstond nauwelijks verzakking. Op 4 juni 2007 bereikte de machine voor de tweede keer het Hubertusduin. 
De eerste dubbele boortunnel met dwarsverbindingen in zachte grond was een feit. Eerder was de Groene Harttunnel met een soortgelijke boortechniek aangelegd, maar deze tunnel bestaat uit één buis. De officiële opening vond op 1 oktober 2008 plaats door Camiel Eurlings, minister van Verkeer en Waterstaat. De tunnel is voor verkeer opengesteld op 4 oktober 2008.

## Groot onderhoud
Van 27 juli 2025 tot waarschijnlijk 30 april 2026 is de tunnel gesloten voor onderhoudswerkzaamheden.

## Trivia
- In 2007 vond in aflevering 4 van The Phone een opdracht plaats in deze tunnel.
- Een actiescène uit de film Pizza Maffia is gedeeltelijk in deze tunnel opgenomen.
- In 2010 was de tunnel volgens EuroTAP de veiligste tunnel van Nederland